# Segunda División de México: México 1970
El Torneo México 1970 Segunda División de México fue el vigésimo primer torneo de la historia de la segunda categoría del fútbol mexicano. Fue un torneo celebrado en el marco celebración de la Copa Mundial de Fútbol de 1970 que se disputó en México entre los días 31 de mayo y 21 de junio de 1970. Sin embargo, el torneo nacional se celebró en dos etapas antes y después del Mundial.
La fase regular se disputó entre el 5 de marzo y el 10 de mayo de 1970. Mientras que las etapas finales y de consolación se jugaron desde el 11 de julio hasta el 11 de octubre del mismo año siendo el Mundial de México 70 una etapa de interludio entre ambas etapas.
La Unión de Curtidores fue la ganadora del torneo. La Federación Mexicana de Fútbol determinó ampliar la Primera División a 18 equipos, por lo cual organizó una liguilla promocional entre los cuatro equipos mejor clasificados de la fase final del torneo, la ronda de ascenso fue ganada por el Puebla, equipo que finalmente ascendería al máximo circuito.

## Cambios
- Celaya desapareció antes de iniciar este torneo especial.[3] Por lo que solamente 17 equipos tomaron parte de esta edición.

## Formato de competencia
Los diecisiete equipos son divididos en tres grupos según su ubicación geográfica, quedando dos grupos de seis equipos y uno de cinco, los integrantes de cada uno de ellos se enfrentan entre ellos a vísita recíproca. En la segunda fase del torneo los ocho mejores equipos califican a un grupo de campeonato, mientras que el resto jugarán un grupo de consolación. El ganador de la fase de campeonato se proclama ganador de la edición. Los primeros cuatro puestos de la agrupación principal se clasifican a una liguilla de promoción para determinar un puesto en la Primera División

## Equipos participantes

### Equipos por Entidad Federativa
| Entidad Federativa | N.º | Equipos                           |
| ------------------ | --- | --------------------------------- |
| Michoacán          | 3   | La Piedad, Morelia y Zamora       |
| Tamaulipas         | 3   | Ciudad Madero, Tampico y Victoria |
| Guanajuato         | 2   | Salamanca y Unión de Curtidores   |
| Morelos            | 2   | Zacatepec y Zapata                |
| Nuevo León         | 2   | Nuevo León y Tigres UANL          |
| Estado de México   | 1   | Naucalpan                         |
| Jalisco            | 1   | Nacional                          |
| Nayarit            | 1   | Tepic                             |
| Puebla             | 1   | Puebla                            |
| Veracruz           | 1   | Poza Rica                         |

### Información sobre los equipos participantes
| Equipo              | Ciudad                               | Estadio                |
| ------------------- | ------------------------------------ | ---------------------- |
| La Piedad           | La Piedad, Michoacán                 | Juan N. López          |
| Madero              | Ciudad Madero, Tamaulipas            | Tamaulipas             |
| Morelia             | Morelia, Michoacán                   | Venustiano Carranza    |
| Nacional            | Guadalajara, Jalisco                 | Jalisco                |
| Naucalpan           | Naucalpan, Estado de México          | Unidad Cuauhtémoc      |
| Nuevo León          | Monterrey, Nuevo León                | Tecnológico            |
| Poza Rica           | Poza Rica, Veracruz                  | Heriberto Jara Corona  |
| Puebla              | Puebla, Puebla                       | Cuauhtémoc             |
| Salamanca           | Salamanca, Guanajuato                | El Molinito            |
| Tampico             | Tampico, Tamaulipas                  | Tamaulipas             |
| Tepic               | Tepic, Nayarit                       | Nicolás Álvarez Ortega |
| Tigres U.A.N.L.     | San Nicolás de los Garza, Nuevo León | Universitario          |
| Unión de Curtidores | León, Guanajuato                     | La Martinica           |
| Ciudad Victoria     | Ciudad Victoria, Tamaulipas          | Marte R. Gómez         |
| Zacatepec           | Zacatepec, Morelos                   | Agustín Coruco Díaz    |
| Zamora              | Zamora, Michoacán                    | Moctezuma              |
| Zapata              | Emiliano Zapata, Morelos             | Agustín Coruco Díaz    |

## Primera Fase

### Grupo Centro
| Pos. | Equipo    | Pts. | PJ | G | E | P | GF | GC | Dif. | Clasificación        |  | ZAC | NAU | PUE | SAL | ZAP |
| ---- | --------- | ---- | -- | - | - | - | -- | -- | ---- | -------------------- |  | --- | --- | --- | --- | --- |
| 1    | Zacatepec | 12   | 8  | 6 | 0 | 2 | 17 | 5  | +12  | Grupo de consolación |  | —   | 2–1 | 2–0 | 3–0 | 4–1 |
| 2    | Naucalpan | 12   | 8  | 6 | 0 | 2 | 19 | 11 | +8   | Grupo de campeonato  |  | 1–0 | —   | 3–4 | 2–1 | 4–1 |
| 3    | Puebla    | 6    | 8  | 3 | 0 | 5 | 14 | 13 | +1   | Grupo de campeonato  |  | 0–1 | 1–2 | —   | 0–1 | 5–0 |
| 4    | Salamanca | 6    | 8  | 3 | 0 | 5 | 8  | 15 | −7   | Grupo de consolación |  | 2–1 | 1–4 | 1–0 | —   | 0–2 |
| 5    | Zapata    | 4    | 8  | 2 | 0 | 6 | 11 | 25 | −14  | Grupo de consolación |  | 0–4 | 1–2 | 3–4 | 3–2 | —   |

 Fuente: RSSSF
Notas:
1. ↑  El Zacatepec se clasificó al Grupo de consolación pese a ser el líder de su grupo, esto debido a que el club fue el campeón de la temporada 1969-70 de la Segunda División y por lo tanto ya había conseguido su ascenso al máximo circuito para participar en el ciclo 1970-71.

### Grupo Oeste
| Pos. | Equipo              | Pts. | PJ | G | E | P | GF | GC | Dif. | Clasificación        |  | NAC | UDC | LPD | MOR | ZAM | TEP |
| ---- | ------------------- | ---- | -- | - | - | - | -- | -- | ---- | -------------------- |  | --- | --- | --- | --- | --- | --- |
| 1    | Nacional            | 16   | 10 | 8 | 0 | 2 | 33 | 17 | +16  | Grupo de campeonato  |  | —   | 3–0 | 5–2 | 2–0 | 3–0 | 3–2 |
| 2    | Unión de Curtidores | 14   | 10 | 7 | 0 | 3 | 21 | 15 | +6   | Grupo de campeonato  |  | 4–5 | —   | 2–0 | 5–2 | 3–0 | 3–1 |
| 3    | La Piedad           | 8    | 10 | 4 | 0 | 6 | 22 | 22 | 0    | Grupo de campeonato  |  | 5–2 | 3–0 | —   | 2–0 | 1–2 | 3–2 |
| 4    | Morelia             | 8    | 10 | 4 | 0 | 6 | 19 | 24 | −5   | Grupo de consolación |  | 2–3 | 3–0 | 2–1 | —   | 1–0 | 2–0 |
| 5    | Zamora              | 8    | 10 | 4 | 0 | 6 | 13 | 17 | −4   | Grupo de consolación |  | 1–0 | 0–1 | 1–2 | 4–2 | —   | 4–2 |
| 6    | Tepic               | 6    | 10 | 3 | 0 | 7 | 16 | 29 | −13  | Grupo de consolación |  | 0–4 | 0–1 | 3–2 | 6–5 | 2–1 | —   |

 Fuente: RSSSF

### Grupo Norte
| Pos. | Equipo            | Pts. | PJ | G | E | P | GF | GC | Dif. | Clasificación        |  | MAD | NL  | UNL | TAM | VIC | PZR |
| ---- | ----------------- | ---- | -- | - | - | - | -- | -- | ---- | -------------------- |  | --- | --- | --- | --- | --- | --- |
| 1    | Ciudad Madero     | 14   | 10 | 7 | 0 | 3 | 15 | 9  | +6   | Grupo de campeonato  |  | —   | 0–2 | 2–0 | 4–0 | 2–1 | 2–1 |
| 2    | Nuevo León        | 12   | 10 | 6 | 0 | 4 | 18 | 12 | +6   | Grupo de campeonato  |  | 2–3 | —   | 2–0 | 1–0 | 3–0 | 4–1 |
| 3    | Tigres U. de N.L. | 10   | 10 | 5 | 0 | 5 | 18 | 18 | 0    | Grupo de campeonato  |  | 2–0 | 2–3 | —   | 1–0 | 4–3 | 2–1 |
| 4    | Tampico           | 10   | 10 | 5 | 0 | 5 | 14 | 15 | −1   | Grupo de consolación |  | 1–0 | 2–0 | 4–3 | —   | 0–1 | 2–0 |
| 5    | Ciudad Victoria   | 8    | 10 | 4 | 0 | 6 | 12 | 18 | −6   | Grupo de consolación |  | 0–1 | 2–1 | 1–4 | 1–0 | —   | 2–1 |
| 6    | Poza Rica         | 6    | 10 | 3 | 0 | 7 | 14 | 19 | −5   | Grupo de consolación |  | 0–1 | 2–0 | 2–0 | 4–5 | 2–1 | —   |

 Fuente: RSSSF

## Grupo de Campeonato
Tras la fase regular, se organizó un grupo de campeonato al que clasificaron los ocho mejores equipos de los tres grupos regionales que fueron: Naucalpan, Puebla, Nacional, Unión de Curtidores, La Piedad, Ciudad Madero, Nuevo León y los Tigres U. de N.L..
| Pos. | Equipo              | Pts. | PJ | G  | E | P  | GF | GC | Dif. | Clasificación                           |     | UDC | PUE | NAC | UNL | MAD | LPD | NAU | NL  |
| ---- | ------------------- | ---- | -- | -- | - | -- | -- | -- | ---- | --------------------------------------- | --- | --- | --- | --- | --- | --- | --- | --- | --- |
| 1    | Unión de Curtidores | 22   | 14 | 11 | 0 | 3  | 32 | 13 | +19  | Promoción de ascenso a Primera División |     | —   | 4–1 | 4–1 | 4–1 | 0–1 | 2–1 | 2–1 | 5–1 |
| 2    | Puebla              | 20   | 14 | 10 | 0 | 4  | 32 | 20 | +12  | Promoción de ascenso a Primera División |     | 1–3 | —   | 3–2 | 4–3 | 2–0 | 2–1 | 1–0 | 9–0 |
| 3    | Nacional            | 18   | 14 | 9  | 0 | 5  | 39 | 26 | +13  | Promoción de ascenso a Primera División |     | 1–3 | 1–2 | —   | 5–2 | 2–0 | 3–2 | 3–0 | 5–3 |
| 4    | Tigres U. de N.L.   | 12   | 14 | 6  | 0 | 8  | 27 | 31 | −4   |                                         |     | 1–2 | 3–2 | 3–4 | —   | 1–2 | 4–1 | 0–2 | 3–2 |
| 5    | Ciudad Madero       | 12   | 13 | 6  | 0 | 7  | 11 | 18 | −7   |                                         | 1–0 | 1–0 | 1–2 | 1–2 | —   | 1–0 |     | 1–0 |     |
| 6    | La Piedad           | 10   | 14 | 5  | 0 | 9  | 25 | 23 | +2   |                                         | 0–1 | 0–1 | 2–3 | 2–0 | 4–2 | —   | 5–1 | 3–0 |     |
| 7    | Naucalpan           | 10   | 13 | 5  | 0 | 8  | 15 | 24 | −9   | Promoción de ascenso a Primera División |     | 1–2 | 0–1 | 0–3 | 0–1 | 3–1 | 3–2 | —   | 1–0 |
| 8    | Nuevo León          | 6    | 14 | 3  | 0 | 11 | 14 | 40 | −26  |                                         |     | 1–2 | 0–1 | 0–5 | 0–3 | 2–0 | 2–1 | 3–1 | —   |

 Fuente: RSSSF

## Grupo de Consolación
En este grupo se clasificaron en un principio las ocho escuadras que habían quedado eliminadas en la primera fase y el Zacatepec, equipo campeón de la temporada 1969-70, sin embargo el Tampico fue descalificado por cuestiones económicas y el Poza Rica desapareció en el interludio. 
Al final siete clubes tomaron parte de esta etapa: Zacatepec, Salamanca, Zapata, Morelia, Zamora, Tepic y Ciudad Victoria
| Pos. | Equipo          | Pts. | PJ | G  | E | P | GF | GC | Dif. |  | ZAC | TEP  | SAL | ZAM | VIC | MOR | ZAP |
| ---- | --------------- | ---- | -- | -- | - | - | -- | -- | ---- |  | --- | ---- | --- | --- | --- | --- | --- |
| 1    | Zacatepec       | 22   | 12 | 11 | 0 | 1 | 40 | 14 | +26  |  | —   | 5–0  | 2–1 | 1–0 | 3–0 | 5–4 | 2–1 |
| 2    | Tepic           | 14   | 12 | 7  | 0 | 5 | 31 | 30 | +1   |  | 3–6 | —    | 0–1 | 1–0 | 3–0 | 3–2 | 3–0 |
| 3    | Salamanca       | 14   | 12 | 7  | 0 | 5 | 21 | 21 | 0    |  | 2–5 | 2–1  | —   | 3–4 | 1–0 | 3–1 | 1–0 |
| 4    | Zamora          | 10   | 12 | 5  | 0 | 7 | 17 | 21 | −4   |  | 0–2 | 1–0  | 3–4 | —   | 2–0 | 1–2 | 2–1 |
| 5    | Ciudad Victoria | 8    | 12 | 4  | 0 | 8 | 20 | 25 | −5   |  | 2–1 | 9–10 | 0–1 | 4–1 | —   | 4–1 | 1–0 |
| 6    | Morelia         | 8    | 12 | 4  | 0 | 8 | 22 | 30 | −8   |  | 1–4 | 3–5  | 3–1 | 1–2 | 1–0 | —   | 2–0 |
| 7    | Zapata          | 8    | 12 | 4  | 0 | 8 | 10 | 20 | −10  |  | 0–4 | 1–2  | 2–1 | 2–1 | 1–0 | 2–1 | —   |

 Fuente: RSSSF

## Promoción de ascenso a Primera División
A la fase por un boleto en la Primera División se clasificaron los cuatro clubes mejor clasificados en el Torneo México 70, que fueron: Unión de Curtidores, Puebla, Nacional y Naucalpan. Esta fase se jugó en el Estadio Olímpico Universitario de la Ciudad de México entre los días 6 y 12 de noviembre de 1970. El conjunto poblano resultó ganador del grupo logrando de esta forma su pase al máximo circuito del fútbol mexicano.
| Pos. | Equipo              | Pts. | PJ | G | E | P | GF | GC | Dif. | Clasificación              |
| ---- | ------------------- | ---- | -- | - | - | - | -- | -- | ---- | -------------------------- |
| 1    | Puebla (A)          | 5    | 3  | 2 | 1 | 0 | 4  | 2  | +2   | Ascenso a Primera División |
| 2    | Unión de Curtidores | 3    | 3  | 1 | 1 | 1 | 5  | 6  | −1   |                            |
| 3    | Nacional            | 2    | 3  | 1 | 0 | 2 | 3  | 3  | 0    |                            |
| 4    | Naucalpan           | 2    | 3  | 1 | 0 | 2 | 3  | 4  | −1   |                            |

 Fuente: RSSSF
Criterios de clasificación: Puntos · Diferencia de goles · Goles a favor · Play-off
| Equipo              | Marcador | Equipo              | Estadio                | Fecha           | Hora  |
| ------------------- | -------- | ------------------- | ---------------------- | --------------- | ----- |
| Naucalpan           | 2-0      | Nacional            | Olímpico Universitario | 6 de noviembre  | 18:30 |
| Puebla              | 2-2      | Unión de Curtidores | Olímpico Universitario | 6 de noviembre  | 20:30 |
| Unión de Curtidores | 0-3      | Nacional            | Olímpico Universitario | 10 de noviembre | 18:30 |
| Puebla              | 1-0      | Naucalpan           | Olímpico Universitario | 10 de noviembre | 20:30 |
| Naucalpan           | 1-3      | Unión de Curtidores | Olímpico Universitario | 12 de noviembre | 18:30 |
| Puebla              | 1-0      | Nacional            | Olímpico Universitario | 12 de noviembre | 20:30 |